# حسن الخرسان
حسن الخرسان (محرّم 1321هـ - 12 جمادى الأولى 1405هـ/ مارس 1903م – 2 فبراير 1985م): هو السيد حسن بن عبد الهادي بن موسى الخرسان الموسوي، فقيه ومحقق وراوية حديث مسلم شيعي عراقي من مواليد مدينة النجف. ينحدر من أسرة آل الخرسان العلمية في النجف والتي سميت بهذا الاسم نسبة إلى جدهم أبي الفتح الأخرس الذي ينتهي نسبه إلى السيد إبراهيم المجاب بن محمد العابد بن الإمام موسى بن جعفر الكاظم. له ولدان وهما المحققان محمد مهدي الخرسان ومحمد رضا الخرسان. له أربع إجازات في رواية الحديث، وترك أكثر من تسعة مصنفات في الفقه والسيرة والرجال والرواية والتأريخ. خرج لجهاد الإنجليز عام 1920 قاصداً سدة الهندية برفقة استاذه السيد أبي الحسن الأصفهاني. دفن بعد وفاته في الصحن العلوي في النجف.

## أساتذته في الفقه والأصول والرجال والأخلاق والإلهيات
- السيد أبو الحسن الأصفهاني
- السيد أبو تراب الخوانساري
- الشيخ آقا ضياء الدين العراقي
- الشيخ الميرزا محمد حسين النائيني
- الشيخ علي القمي
- الشيخ نعمة الله الدامغاني[4]

## شيوخه في رواية الحديث
- السيد عبد الحسين شرف الدين الموسوي
- الشيخ آقا بزرك الطهراني
- الشيخ ميرزا محمد العسكري الطهراني
- السيد إبراهيم الراوي الرفاعي (شيخ الطريقة الرفاعية ومرشدها)[5]

## من إجازاته لرواية الحديث
- الشيخ حسين سيبويه
- السيد محمود الدهسرخي الأصفهاني
- السيد محمد مهدي الخرسان
- السيد محمد الصدر[5]

## من طلابه
- السيّد حسين بن السيّد عبد المرتضى الخرسان
- السيد فخر الدين أبو الحسن الموسوي العاملي (1443هـ)
- السيّد محمّد حسين السيّد سعيد الحكيم (ت  29/ع2/1410هـ) المدفون في قم
- السيّد محمّد رضا الخرسان (1352 ـ 1440هـ)، ولده
- السيّد محمّد رضا السيّد جعفر الحكيم (ت 1438هـ)
- السيّد محمّد صالح السيّد عبد الرسول الخرسان (ت 1426هـ)
- السيد محمد علي الحمامي (1419هـ)
- السيّد محمّد مهدي الخرسان (ولد  1347 هـ)، ولده
- الشيخ صادق الخليفة (1326 – 1413هـ)
- الشيخ عبد الحسين المظفر، صاحب الشافي في شرح الكافي (1341ـ 1416هـ)
- الشيخ محمّد البيضاني
- الشيخ محمّد صادق القاموسي (1341 - 1408 هـ)[6]

## من آثاره
- ترجمة الشيخ الصدوق
- التعليق على كتاب الاستبصار للشيخ الطوسي، أربعة أجزاء
- التعليق على كتاب تهذيب الأحكام للشيخ الطوسي، عشرة أجزاء
- التعليق على كتاب مَن لايحضره الفقيه للشيخ الصدوق، أربعة أجزاء[7]
- حياة شيخ الطائفة أبي جعفر محمد بن الحسن الطوسي المتوفى 460 هـ[8]
- شرح مشيخة الاستبصار
- شرح مشيخة التهذيب
- شرح مشيخة الفقيه
- فضائل الأشهر الثلاثة للشيخ الصدوق، منسوخ بيد المترجَم له عن مخطوطة في مكتبته
- نزهة الحرمين للسيد حسن الصدر، منسوخ بيد المترجَم له عن مخطوطة في مكتبته
- يتيمة الزمان في ما قيل في آل الخرسان[6]

## النشاط الديني والاجتماعي
كان الخرسان أمام الجماعة لصلاتي الظهرين في الحرم العلوي وللعشائين في مسجد الشيخ الأنصاري بمحلة الحويش، وأما في ليالي الجمع فكان يصلي العشائين في حرم الإمام الحسين بكربلاء. وقد أعرض قبل ذاك عن التصدي للمرجعية الدينية عقب وفاة استاذه السيد أبي الحسن الأصفهاني عام 1365 هـ بعد أن اقترح عليه جمع من مقلدي الأصفهاني بطباعة رسالة عملية للرجوع إليها بعدما عرف عنه عند فضلاء الحوزة العلمية كتابته لتعليقة على رسالة استاذه المعروفة باسم «وسيلة النجاة». عُرف عنه تمسكه بإقامة الشعائر والمجالس الحسينية، وكان ملتزماً بشعيرة سقي الماء في الحرم الحسيني ليلة عاشوراء واستمر على ذلك حتى أوائل الثمانينات ومنع السلطات.

## وفاته
توفي في مسقط رأسه بالنجف في اليوم الثاني عشر من شهر جمادى الأولى 1405هـ، ودُفِنَ في مقبرة أسرته الملاصقة لمقبرة السيد محمد سعيد الحبوبي في الحجرة رقم 10 بالصحن العلوي الشريف.